# カッ飛び!ヤンヤン姫
『カッ飛び!ヤンヤン姫』（カッとびヤンヤンひめ）は、1988年10月4日から同年12月27日まで、テレビ東京系列で放送されたバラエティ仕立ての時代劇である。放送時間は毎週火曜19:00 - 19:30 (JST) 。第1話のみ19:00 - 20:00の拡大スペシャルで放送。全13話。

## 概要
ヤン姫と柳生薬丸の忍者兄妹が仲間たちと共に、江戸で起きる様々な事件を解決する物語。
勧善懲悪物の時代劇の体裁を採っているが、当時の人気芸能人が多数出演し、劇中の随所に歌あり、笑いありの演出が挿入されるコミカルな内容となっており、また、地上げ・ディスコ・暴走族・ネズミ講など、現代（1988年当時）の風俗が登場するなどの型破りな演出も取り入れられた。
開園まもない時期の日光江戸村でロケ撮影が行われ、「日光江戸村劇団」も脇役で出演した。また番組タイトルは1977年10月から1987年9月まで同局にて放送されていた『ヤンヤン歌うスタジオ』を踏襲しており、ヤンヤンシリーズの3作目でもあった。

## ストーリー
時は（一応）江戸時代、江戸の町は平和が続いていたが、その裏で様々な悪が蠢いていた。だがそんな悪事に対して敢然と立ち向かう兄妹忍者がいた。将軍の側室の子供である柳生忍者兄妹・ヤン姫と柳生薬丸であった。兄妹はいつもは町民として暮らしているが、事件が起こると柳生忍者と化し、得意の忍術や、柳生忍者の武器製造人・尾形大之進の作った兵器で、悪人を懲らしめていった。
だがそんな兄妹の前に、強敵が現れた。幕府転覆を企む悪の忍者集団・風魔忍者だ。風魔は海外からの強敵を派遣して襲ったり、罪も無い侍などを利用して、次々と悪事を企む。だが柳生兄妹は尾形を始め、五月太夫や千兵衛といった仲間たちに助けられながら、風魔の悪事を粉砕していく。
次々と悪事を妨害された風魔は、遂に最後の手段に出た。「おネズミ教」なる宗教団体を開き、次々と町民を信者にして、幻術で町民たちを操り出した。だが柳生兄妹と仲間たちは「おネズミ教」の総本山へ向い、風魔と対決、幻術に苦しみながらも、遂に風魔を倒したのであった…。

## 登場人物

### ヤン姫と仲間たち
ヤン姫（ヤンひめ）
演 - 立花理佐（出生シーンのみ小西杏奈）
本編の主人公。将軍の側室の子供であったが、幼少時に柳生の里で忍者の修業をし、くの一として江戸へ戻された。そして兄・薬丸と共に、江戸の平和を守る事となる。普段は町民を装っているが、いざ事件が起きると、大木に隠した柳生石舟斎ゆかりの手鏡で「柳生くの一ヤン姫」へと変身する。
柳生 薬丸（やぎゅう やくまる）
演 - 薬丸裕英
副主人公。ヤン姫の実の兄にして柳生忍者。彼も普段は町役者・薬之丞となっているが、事件がおきると柳生忍者と化し、ヤン姫を助ける。
尾形 大之進（おがた だいのしん）
演 - 尾形大作
柳生忍者の武器製造人で、柳生兄妹のために様々な武器を作る。普段は傘屋。
五月 太夫（さつき だゆう）
演 - 五月みどり
一座「五月座」の女座長で、とても気っ風がいい。第6話でヤン姫を助ける柳生忍者であることが明かされる。
千兵衛（せんべい）
演 - せんだみつお
あまり流行らない旅籠「せんだ屋」の主人。ひょうきんな男だが、彼もヤン姫を助ける柳生忍者であることが第6話で明かされる。武器はヌンチャク風の算盤。

### 風魔忍者
第4話から登場する悪の忍者集団。幕府転覆のために様々な悪事を企む。また、頭領はドクロのお面を被り、幻影で現れる。
権造（ごんぞう）
演 - ウガンダ・トラ
風魔の中忍。変装して悪事を働いたり、下忍たちを指揮する。巨漢で怪力自慢。
アゴ松（アゴまつ）
演 - アゴ勇
権造と並ぶ風魔の中忍。権造と共に悪事や指揮を担当する。面長で出アゴが特徴。お調子者。

### その他
喜助（きすけ）
演 - 藤本正則（見栄晴）
「せんだ屋」の丁稚。おっちょこちょいで、風魔などの悪事に利用されることが多い。
お弓（おゆみ）
演 - 藤真由美
おひろ
演 - 石田浩子
お咲（おさき）
演 - 樫村たまき
薬之丞の追っかけをしている町娘。
中山 彦左（なかやま ひこざ）
演 - 中山昭二
ナレーター
声 - 銀河万丈

## サブタイトル
| 回 | 放送日 （1988年） | サブタイトル                                    |
| -- | ----------------- | ----------------------------------------------- |
| 1  | 10月4日           | 黄門さまとワル者退治                            |
| 2  | 10月11日          | 暴走ギャング出現 花のお江戸は大混乱             |
| 3  | 10月18日          | 大江戸ソウルトレイン物語                        |
| 4  | 10月25日          | 金四郎大暴れ!! 変身！柳生兄妹VS風魔忍者         |
| 5  | 11月1日           | ヤン姫があぶない！風魔忍者恐怖の襲撃            |
| 6  | 11月8日           | 魔物キョンシー襲来 危機!! 柳生兄妹              |
| 7  | 11月15日          | 辻斬りにご用心！風魔忍者の大逆襲!!              |
| 8  | 11月22日          | 江戸城の危機!! コケシに秘められた風魔のたくらみ |
| 9  | 11月29日          | 危うし！紀州家若様！風魔対柳生大決戦            |
| 10 | 12月6日           | 恐怖のカンフー魔王 柳生兄妹最大の危機           |
| 11 | 12月13日          | 素浪人罠にはまって大激戦！                      |
| 12 | 12月20日          | ヤン姫つかまる！風魔恐怖の美少女狩り            |
| 13 | 12月27日          | 恐ろしいおネズミ教 風魔忍者最後の悪だくみ       |

## 各回ゲスト
第1話
- 水戸黄門 - 井上順
- 佐々木助三郎 - 布川敏和
- 渥美格之進 - 本木雅弘
- 悪代官 - ウガンダ・トラ
- 悪代官の部下A - キモサベポン太
- 同B - 境賢一
- その他 - ビジーフォー、国実百合

第2話
- 暴走族「デーブ連合」の親分 - ウガンダ・トラ
- その子分 - 境賢一
- その仲間 - ダンプ松本
- 町娘 - 北岡夢子

第3話
- 悪代官 - ウガンダ・トラ
- 浪人 - 境賢一
- ブーニャン - 中村繁之
- 外人部隊A - チャールズ・ボイド
- 外人部隊B - マイク・ロジャース

第4話
- 遠山金四郎 - 堺正章
- 佐渡屋 - 関山耕司
- その他 - 新田恵利、内田崇吉

第5話
- 浪人・京本左近 - 京本政樹
- 医者・竹庵 - 田中弘

第6話
- 長崎屋権佐（風魔） - 八名信夫

第7話
- 帆立万之助 - 安岡力也
- 町娘 - 橋本実加子（第12話にも登場）

第8話
- 橘陽之助 - 藤巻潤
- おとも - 西村知美

第9話
- 彦六（根来忍者） - 坂上二郎
- 千太（紀州藩の若君） - 白龍光洋

第10話
- カンフー魔王A - 今村勝之
- カンフー魔王B - 松井哲也

第11話
- 戸張源八郎 - 財津一郎
- 小夜 - 酒井法子

第12話
- 伊達権太夫 - 伊達正三郎

## スタッフ
- 企画 - 岡崎オフィス
- 脚本 - 半田興一郎、岩立良作、成田はじめ、小滝光郎
- 技術 - 千代田ビデオ
- 編集・MA - 東北新社
- 殺陣 - 澤村剣友会
- 監修 - 野口勇
- 協力 - 日光江戸村
- 演出 - 小西敬太郎
- プロデューサー - 稲井宏明、岡崎和彦、末武小四郎
- チーフ・プロデューサー - 工藤忠義
- 製作協力 - PROTX、えすと、ABCプロモーション
- 製作著作 - テレビ東京

## 主題歌
- 「最高の一日 〜One Day〜」

作詞 - 秋元康、作曲 - 筒美京平、編曲 - 船山基紀、歌 - 立花理佐。

## 参考資料
- テレビドラマデータベース